# Algonquin Apartments
Algonquin Apartments  es un edificio histórico ubicado en Miami, Florida.  Algonquin Apartments se encuentra inscrito  en el Registro Nacional de Lugares Históricos desde el 4 de enero de 1989. Forma parte del Downtown Miami MRA.

## Ubicación
Algonquin Apartments se encuentra dentro del condado de Miami-Dade en las coordenadas 25°47′37″N 80°11′20″O / 25.793611, -80.188889.